# 謝可寅
謝可寅（英語：Shaking，1997年1月4日—），曾用名謝雪，出生于中华人民共和国四川省成都市，中國女歌手、女演員。於2019年1月參加中國夢之聲·下一站傳奇，隨其他五位成員在總決賽勝出，以「LEGAL HIGH」為名正式出道 。於2020年3月12日参加爱奇艺偶像女团竞演养成类真人秀《青春有你 (第二季)》，最终取得第五名，成为期间限定团体THE9成员。 THE9解散后開始进行单人活动。

## 經歷
1997年1月4日出生于四川省。
毕业于南京艺术学院表演专业。
曾名为谢雪，在2017年4月份宣布自己从谢雪改名为谢可寅。

### 初期选秀 （2016-2019）
2016年，以谢雪这名称参加了《超级女声》。她也曾参加过《加油！美少女》。
2018年10月，参加东方卫视青春励志歌舞竞演节目《中国梦之声·下一站传奇》，与其他选手进行多轮唱跳结合的竞演比拼 。
2019年1月，《中国梦之声·下一站传奇》收官，随其他五位成员在总决赛胜出，以“LEGAL HIGH”为名正式出道，同时演唱了出道单曲《嗨》 。2月，随组合发行第二支原创单曲《心星》。3月，随组合出席第26届东方风云榜颁奖典礼，并获得最佳新人奖  。
2019年10月23日，为2019“YBU全国青少年篮球联赛”创作并演唱歌曲《NEVER SAY DIE》。

### 《青春有你2》以及THE9团体期间发展 （2020-2021）
2020年3月，参加爱奇艺女团青春成长节目《青春有你2》，最終獲得6,826,411票，以第5名的成绩成为THE9成员出道。
成团后的谢可寅活跃参与音乐创作， 先为THE9首张EP《SphinX斯芬克斯X谜》中的主打歌《斯芬克斯》以及《NOT ME》创作Rap词，后受青春有你2飞行导师汪苏泷邀请合唱并献词《讲个笑话》收录于汪苏泷的专辑《大娱乐家》，以及参与电影《再见吧！少年》推广曲《翅膀（逆风版）》的Rap词创作与电影主演荣梓杉合唱。
其中作品《翅膀（逆风版）》获得2020年新浪影视综盛典年度影视OST作品提名。
2020年11月担任人文类综艺《登场了！敦煌》的常驻嘉宾，在探索团团长汪涵的带领下与其他探索实习生钱正昊和李浩源共同从不同的维度向观众呈现敦煌文化。
2020年12月，谢可寅以“新生偶像”身份参加浙江卫视演技竞技类节目我就是演员第三季，其演技获得导师以及大众认可与好评，通过5轮影视竞演以星钻演员身份闯入总决赛，最终斩获“潜力之星奖”。
2020年12月，THE9推出团体首张正式专辑，谢可寅为其中个人单曲《COMET》以及同团成员虞书欣的单曲《GWALLA》作词。
2021年3月26、27日，参与THE9《虛實之城》沉浸式虛擬演唱會，首演个人单曲《COMET》以及团队歌曲。
2021年6月14日，谢可寅应TME腾讯音乐官网邀请，为“今天情人节”特别企划谱写全新单曲《Black Cupid》。
2021年5月13日，由爱奇艺出品，笑果文化制作的聚焦女性的创新综艺情境秀《姐妹俱乐部》正式官宣。與张天爱、杨子姗以“俱乐部老板”的身份参与其中。
2021年9月，谢可寅加盟由徐峥监制任鹏远导演的电影《成为赢家》，担任女二号主演吴燕燕一角。
2021年12月5日，THE9正式解散结束为期18個月的团队活动。谢可寅正式毕业，成为独立艺人进行单人活动。

### 个人演艺活动 （2021-）
2021年12月12日，谢可寅作为CCTV6电影频道星辰大海青年演员受邀出演福州丝绸之路电影节闭幕式，其中为表演歌曲《七溜八溜 不离福州》自创rap词。
2021年12月27日，谢可寅受著名导演陆川推荐，入选2021年电影频道星辰大海青年演员优选计划最终名单，同时参加第34届中国电影金鸡奖闭幕式。
2022年2月1日，登上江蘇衛視春晚演唱《阿里山的姑娘》，與亮月兒、王弦、王笠人演唱《媽媽的吻》。
2022年2月15日，登上江蘇衛視元宵晚會演唱《調皮丘比特 Black Cupid》。
2022年4月10日， 谢可寅领衔主演的家庭生活剧《亲爱的小孩》于CCTV8黄金档以及爱奇艺网络平台同步播出。谢可寅在剧中饰演董帆，这也是她参演的首部影视作品。
2022年5月20日，参演的浙江卫视综艺节目《天赐的声音第三季》播出，与胡海泉同台演唱《一生至少该有一次》。
2022年7月30日，参加第36届大众电影百花奖颁奖典礼。
2022年11月，入选2022星辰大海青年演员优选计划
2021年11月12日，荣获2022电影频道“星辰大海”青年演员优选计划“星辰大海·三天三夜”创作采风活动优秀学员。
2023年4月20日，参加的《演员加载中》在1905电影网、腾讯视频播出。
2023年4月26日，参加由爱奇艺出品的华语乐坛说唱歌手顶级联赛《中国说唱巅峰对决2023》。
2023年10月11日，抖音官宣谢可寅成为《2023抖音美好奇妙夜》嘉宾。
2023年12月31日，参加《2023-2024浙江卫视跨年晚会》，表演节目《叫姐姐 (Remix) 》。
2024年1月20日，参加大型国际文化交流节目《美美与共》，与杨芸晴、莫维蒂、Noiserv同台合作《我的未来不是梦》。
2024年3月1日，主演的电影《黑狗》在厦门开机
2024年6月15日，参演的综艺《城市捉迷藏》播出
2024年9月3日，主演的刑侦缉毒剧《雪迷宫》播出，饰演拳脚高手张雪瑶
2024年9月17日，参加《2024湖南卫视芒果TV中秋之夜》，与张予曦、张紫宁同台演唱《兰亭序》

## 音樂作品

### 個人專輯
| 发行时间 | 歌曲名称         | 專輯     | 備註       |
| 2024     | 《fireman》      | Flamingo | 首張個人EP |
| 2024     | 《no fake love》 | Flamingo | 首張個人EP |
| 2024     | 《飛》           | Flamingo | 首張個人EP |
| 2024     | 《可愛女孩》     | Flamingo | 首張個人EP |

### 個人數位單曲
| 發行日期       | 歌曲                               | 備註                                 |
| -------------- | ---------------------------------- | ------------------------------------ |
| 2018年10月29日 | 《Shaking Non-Stop》               | 下一站傳奇 初評級舞台                |
| 2019年10月23日 | 《NEVER SAY DIE》                  |                                      |
| 2020年3月21日  | 《堂堂正正坦坦荡荡风风火火谢可寅》 | 青春有你2 初評級舞台                 |
| 2020年9月25日  | 《August》                         | 非正式发行                           |
| 2020年12月25日 | 《COMET》                          | 收錄於THE9《MatriX 虛實X境》專輯     |
| 2021年6月14日  | 《Black Cupid》                    | 於2022年2月15日江蘇衛視元宵晚會 首秀 |
| 2022年1月4日   | 《奇怪的人唱奇怪的歌》             | 生日會首唱                           |
| 2023年5月21日  | 《叫姐姐》                         |                                      |
| 2023年5月30日  | 《109个》                          |                                      |
| 2023年10月20日 | 《失重游戏》                       |                                      |
| 2023年12月18日 | 《成都一日》                       | 收錄於《城市有乐》專輯               |

### 参与创作
| 發行日期       | 歌曲                               | 作曲 | 作词 | 備註                                        |
| -------------- | ---------------------------------- | ---- | ---- | ------------------------------------------- |
| 2018年10月29日 | Shaking Non-Stop                   | 否   | 是   | 东方卫视《下一站传奇》初评级舞台            |
| 2018年12月2日  | 我们不一样 （下一站传奇版）        | 否   | 是   | 东方卫视《下一站传奇》竞赛舞台              |
| 2018年12月9日  | 浪人琵琶 （下一站传奇版）          | 否   | 是   | 东方卫视《下一站传奇》竞赛舞台              |
| 2018年12月9日  | 最美（下一站传奇版）               | 否   | 是   | 东方卫视《下一站传奇》竞赛舞台              |
| 2018年12月16日 | Angel （下一站传奇版）             | 否   | 是   | 东方卫视《下一站传奇》竞赛舞台              |
| 2018年12月16日 | 李白 （下一站传奇版）              | 否   | 是   | 东方卫视《下一站传奇》竞赛舞台              |
| 2018年12月23日 | Shape of My Heart （下一站传奇版） | 否   | 是   | 东方卫视《下一站传奇》竞赛舞台              |
| 2018年12月30日 | Superstar （下一站传奇版）         | 否   | 是   | 东方卫视《下一站传奇》竞赛舞台              |
| 2019年10月23日 | NEVER SAY DIE                      | 是   | 是   | 个人单曲；2019”YBU全国青少年篮球联赛 主题曲 |
| 2020年3月21日  | 堂堂正正坦坦荡荡风风火火谢可寅     | 否   | 是   | 爱奇艺《青春有你2》初评级舞台               |
| 2020年3月27日  | 单眼皮女孩（青春有你2版）          | 否   | 是   | 爱奇艺《青春有你2》学员考核位置测评歌曲     |
| 2020年5月15日  | 原创Rap(Live)                      | 否   | 是   | 爱奇艺《青春有你2》联谊会舞台歌曲           |
| 2020年5月23日  | 不服 （青春有你2版）               | 否   | 是   | 爱奇艺《青春有你2》合作舞台歌曲             |
| 2020年8月10日  | 斯芬克斯                           | 否   | 是   | 收录于THE9 EP《SphinX斯芬克斯X谜》          |
| 2020年8月10日  | Not Me                             | 否   | 是   | 收录于THE9 EP《SphinX斯芬克斯X谜》          |
| 2020年8月27日  | 講個笑話                           | 否   | 是   | 受邀合作；收录于汪苏泷专辑《大娱乐家》      |
| 2020年9月4日   | Promise (The9团综版）              | 否   | 是   | 《非日常派对》第一集惊喜舞台                |
| 2020年9月25日  | August                             | 是   | 是   | 微博520万粉丝福利；非正式发行               |
| 2020年9月27日  | 小城故事（The9改编版）             | 否   | 是   | 中央电视台《我和我的家乡》首映礼演出        |
| 2020年10月3日  | 翅膀（逆风版）                     | 否   | 是   | 电影《再见吧！少年》推广曲                  |
| 2020年12月25日 | COMET                              | 否   | 是   | THE9团专《MatriX虚实X境》中谢可寅个人单曲   |
| 2020年12月25日 | GWALLA                             | 否   | 是   | THE9团专《MatriX虚实X境》中虞书欣个人单曲   |
| 2021年6月14日  | Black Cupid                        | 否   | 是   | 与腾讯TME平台合作“今天情人节特别企划”单曲   |
| 2021年12月12日 | 七溜八溜 不离福州（改编版）        | 否   | 是   | CCTV6电影频道丝绸之路国际电影节闭幕式演出   |
| 2022年1月4日   | 奇怪的人唱奇怪的歌                 | 是   | 是   | 靈感來自電影《情書》，於2022個人生日會首唱  |
| 2022年12月18日 | Oh My                              | 否   | 是   | 收錄於虞書欣個人首張EP《Esther》            |

## 影視作品

### 电视剧／網絡劇
| 首播年度 | 劇名           | 角色           | 備註   |
| -------- | -------------- | -------------- | ------ |
| 2022年   | 《親愛的小孩》 | 董帆           |        |
| 2024年   | 《雪迷宮》     | 張雪瑤         | 網絡劇 |
| 2024年   | 《珠簾玉幕》   | 崔十九/ 崔灼華 |        |
| 2024年   | 《獵罪圖鑒2》  | 奧莉           | 網絡劇 |
| 待播     | 《心訴》       | 楊佩佩         |        |
| 待播     | 《灿如繁星》   | 鞠禮           |        |

### 电影
| 上映年份 | 劇名         | 角色   | 備註     |
| -------- | ------------ | ------ | -------- |
| 2025     | 《惡意》     | 張明詩 | 友情主演 |
| 待播     | 《成为赢家》 | 吴燕燕 |          |
| 待播     | 《黑狗》     | 嚴晗   |          |
| 待播     | 《森中有林》 | 歐陽陽 |          |

### 綜藝節目
| 日期                                       | 頻道     | 節目名稱                  | 身份              | 備註                                |
| ------------------------------------------ | -------- | ------------------------- | ----------------- | ----------------------------------- |
| 2015年                                     | 芒果TV   | 《超级女声》              | 參賽者            | 因学退赛                            |
| 2016年6月11日－8月27日                     | 东方卫视 | 《加油！美少女》          | 參賽者            | 第四轮淘汰                          |
| 2018年10月21日－2019年1月6日               | 东方卫视 | 《中国梦之声·下一站传奇》 | 參賽者            | 以LEGAL HIGH成员身份出道            |
| 2020年3月12日－5月30日                     | 爱奇艺   | 《青春有你第二季》        | 參賽者            | 以THE9第五名成员身份出道            |
| 2020年4月29日、5月6日、6月10日             | 爱奇艺   | 《青春加點戲》            | 演員              | 青春有你2衍生節目                   |
| 2020年9月4日－11月20日                     | 爱奇艺   | 《非日常派對》            | 常駐              | THE9團綜                            |
| 2020年11月18日－2021年1月20日              | 爱奇艺   | 《登场了！敦煌》          | 常駐              |                                     |
| 2020年12月19日－2021年3月6日               | 浙江卫视 | 《我就是演员第三季》      | 參賽者            | 进入决赛；获得潜力之星奖            |
| 2021年3月1日－3月5日、3月8日-3月12日       | 抖音     | 《硬核少年冰雪季》        | 明星打工人        |                                     |
| 2021年3月13日、20日                        | 浙江衛視 | 《為歌而贊》              | 參賽者            | THE9，第1-2期                       |
| 2021年5月29日                              | 浙江衛視 | 《為歌而贊》              | 參賽者            | 與周星星，THE9 安崎、陸柯燃，第11期 |
| 2021年5月29日－7月31日                     | 爱奇艺   | 《姐妹俱乐部》            | 俱乐部老板/陈幸童 |                                     |
| 2021年12月17日                             | 騰訊視頻 | 《導演請指教》            | 演員              | 第7期                               |
| 2022年1月2日、3月4日－4月8日               | 湖南卫视 | 《天天向上》              | 好好学习团        |                                     |
| 2022年5月20日—2022年5月27日                | 浙江衛視 | 《天賜的聲音 (第三季)》   | 音樂合夥人        |                                     |
| 2023年5月6日—2023年7月23日                 | 愛奇藝   | 《中國說唱巔峰對決2023》  | 參賽者            | 第三輪淘汰                          |
| 2024年6月15日—2024年8月31日                | 芒果TV   | 《城市捉迷藏》            | 常駐              |                                     |
| 2024年9月14日、2024年9月28日—2024年10月5日 | 浙江衛視 | 《聽說很好吃4》           | 好吃摯友          |                                     |
| 2025年3月30日—2025年6月8日                 | 優酷     | 《我是隱藏款》            | 工作室主理人      |                                     |

## 演唱会及见面会
注：关于THE9演唱会
| 日期                              | 城市                              | 城市                              | 備註                              |
| #想我了没#NOW OR NEVER 粉丝见面会 | #想我了没#NOW OR NEVER 粉丝见面会 | #想我了没#NOW OR NEVER 粉丝见面会 | #想我了没#NOW OR NEVER 粉丝见面会 |
| --------------------------------- | --------------------------------- | --------------------------------- | --------------------------------- |
| 2022年09月30日                    | 广州                              | 太空间Livehouse                   | [ 18 ]                            |
| 2023年02月26日                    | 南京                              | 稻香音乐空间                      | [ 19 ]                            |

## 獲獎紀錄
注：关于THE9獲獎
| 年份   | 頒獎典禮                     | 獎項名稱     | 備註           |
| ------ | ---------------------------- | ------------ | -------------- |
| 2016年 | 首屆中國電影表演藝術學院獎   | 優秀表演獎   |                |
| 2019年 | 第26界東方風雲榜音樂盛典     | 東方新人獎   | LEGAL HIGH組合 |
| 2020年 | 亞洲流行音樂大獎             | 年度優秀新人 |                |
| 2021年 | 2021星辰大海青年演員優選計劃 |              | 入選           |

## 外部連結
- 謝可寅的新浪微博
- 謝可寅的Instagram帳戶
- 谢可寅的抖音账号
- 谢可寅的小红书账号
- 谢可寅的快手账号